# Лемберг при Нови Церкви
Лемберг при Нови Церкви (словен. Lemberg pri Novi Cerkvi) је насељено место у општини Војник, Савињска регија, Словенија.

## Историја
До територијалне реорганизације у Словенији био је у саставу старе општине Цеље.

## Становништво
У попису становништва из 2011. године, Лемберг при Нови Церкви је имао 140 становника.
| Број становника према пописима | Број становника према пописима | Број становника према пописима |
| ------------------------------ | ------------------------------ | ------------------------------ |
| 1991                           | 2002                           | 2011                           |
| 118                            | 119                            | 140                            |

Напомена: До 1953. исказивано под именом Лемберг, а од 1953. до 1992. под именом Лемберг при Стрмцу.

## Галерија
- детаљ
- замак, куле